# NGC 1165
NGC 1165 este o galaxie spirală situată în constelația Cuptorul. A fost descoperită în 19 octombrie 1835 de către John Herschel.